# Браниця-Суховольська
Браниця-Суховольська (пол. Branica Suchowolska) — село в Польщі, у гміні Вогинь Радинського повіту Люблінського воєводства.
Населення — 487 осіб (2011).
У 1975-1998 роках село належало до Білопідляського воєводства.

## Демографія
Демографічна структура станом на 31 березня 2011 року:
|          | Загалом | Допрацездатний вік | Працездатний вік | Постпрацездатний вік |
| -------- | ------- | ------------------ | ---------------- | -------------------- |
| Чоловіки | 250     | 46                 | 180              | 24                   |
| Жінки    | 237     | 50                 | 124              | 63                   |
| Разом    | 487     | 96                 | 304              | 87                   |